# Mulligan Meets Monk
Mulligan Meets Monk ist ein Album von Gerry Mulligan und Thelonious Monk. Die Aufnahmen, die in den Reeves Sound Studios in New York City am 12. und 13. August 1957 entstanden waren, erschienen 1957 als Langspielplatte bei Riverside Records und in um vier Titel erweiterter Form 2003 als Compact Disc. Das Cover der LP schuf der Grafikdesigner Paul Bacon.

## Hintergrund
Monks Verwendung von dissonanten Noten und ungeraden Rhythmen half ihm, die Strukturen seiner Kompositionen aufzubauen. Er fühlte sich alleine oder in einer kleinen Gruppe am wohlsten. Monk hatte immer eine mysteriöse Eigenschaft und gilt als einer der führenden Befürworter der Bebop-Bewegung, schrieb David Bowling. Mulligans Ansatz hingegen war melodischer; er fühlte sich in größeren Gruppen und sogar in Orchesterbesetzungen sehr wohl. Mulligan war mit der Cool-Jazz-Bewegung verbunden und befand sich Mitte der 1950er-Jahre auf dem Höhepunkt seiner Popularität. Was sie gemeinsam hatten, war eine echte Freundschaft und das Talent als zwei der besseren Musiker in der Jazzgeschichte. Dadurch konnten sie die musikalischen Spannungen überwinden, die einige der Tracks durchdringen. Es gibt vier Alternative Takes, die nicht Teil des ursprünglichen Albums waren.

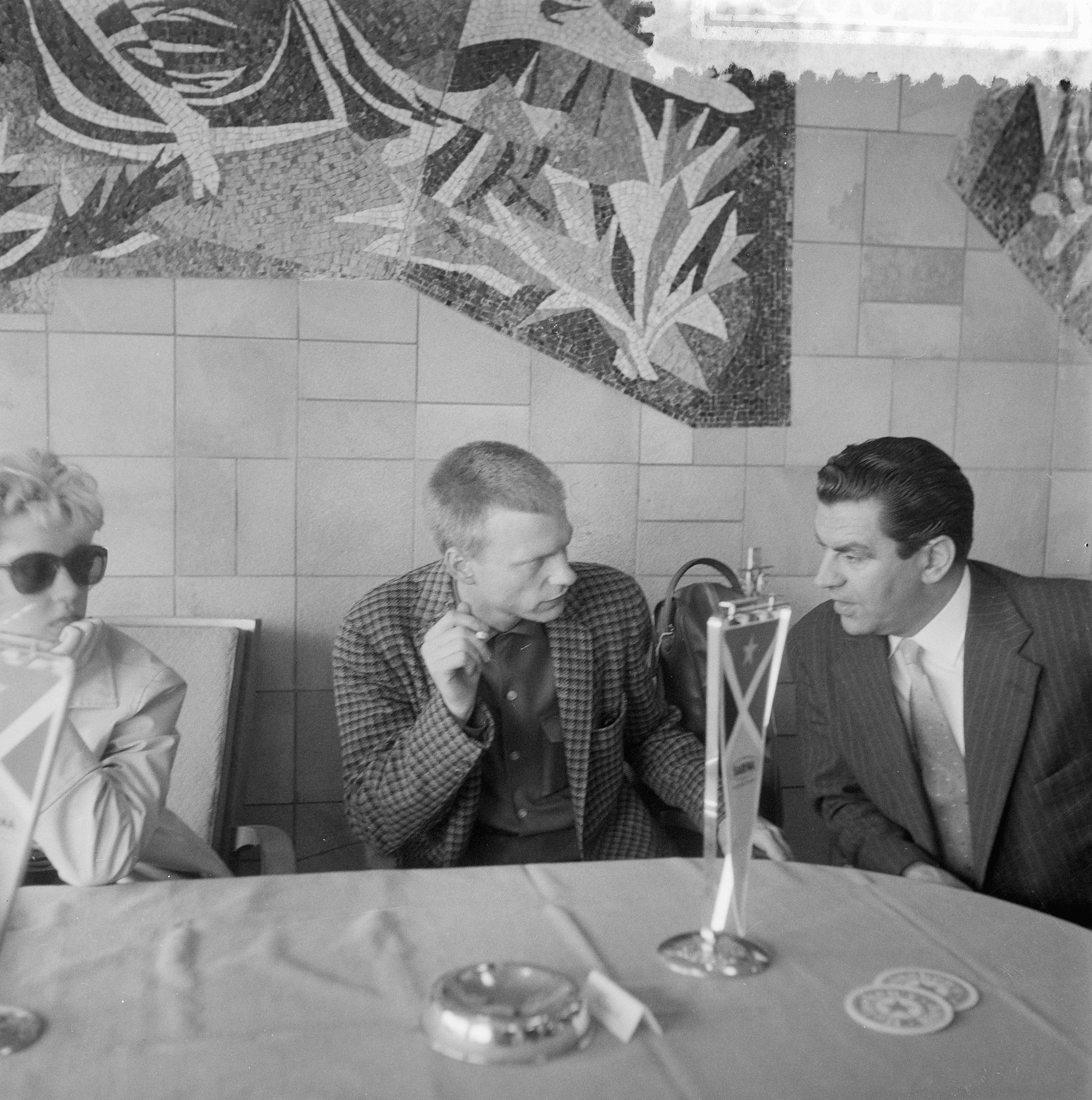
Gerry Mulligan bei seiner Ankunft auf dem Flughafen Schiphol 1957

Die Sessions, aus denen Mulligan Meets Monk hervorging, fanden eher zufällig statt, da John Coltrane, mit dem Monk damals aufgetreten war, der ursprünglich vorgesehene Saxophonist für die Riverside-Session war. Coltrane war jedoch nicht verfügbar, weshalb sich Produzent Orrin Keepnews für die Teilnahme von Mulligan entschied.
Die Aufnahmesessions fanden an zwei Tagen im August 1957 statt. Die ursprüngliche Tracklist enthält vier Monk-Nummern, eine Mulligan-Komposition und eine Coverversion von Russ Columbos 1930er-Jahre-Hit „Sweet and Lovely“.

## Titelliste

### Original-LP
- Thelonious Monk and Gerry Mulligan – Mulligan Meets Monk (Riverside Records – RLP 12-247)[3]

A1 ’Round Midnight (Hanighen, Williams, Monk) 8:26

A2 Rhythm-A-Ning (Monk) 5:17

A3 Sweet and Lovely (Gus Arnheim, Harry Tobias, Jules Lemare) 7:17

B1 Decidedly (Mulligan) 6:36

B2 Straight No Chaser (Monk) 7:00

B3 I Mean You (Monk) 6:55

### CD-Edition
- Thelonious Monk and Gerry Mulligan – Mulligan Meets Monk (Riverside Records – RCD-1106-2)[4]

1. 'Round Midnight (Hanighen, Williams, Monk) 8:30
2. Rhythm-A-Ning (Monk) 5:18
3. Sweet and Lovely (Arnheim, Tobias, Lemare) 7:17
4. Decidedly (Take 4) (Mulligan) 5:55
5. Straight, No Chaser (Take 3) (Monk) 7:00
6. I Mean You (Take 4) (Monk) 6:53
7. Decidedly (Take 5) (Mulligan) 6:39
8. Straight, No Chaser (Take 1) (Monk) 5:30
9. I Mean You (Take 1) (Monk) 6:25
10. I Mean You (Take 2) (Monk) 6:31

## Rezeption
Anthony Tognazzin zeichnete das Album in Allmusic mit vier Sternen aus und schrieb, „Auch wenn die Paarung unwahrscheinlich erscheint, sind der Baritonsaxophonist Gerry Mulligan - dessen cooler Westküstenstil Fingerfertigkeit mit entspannter Anmut verbindet - und Thelonious Monk - mit seinem radikalen, eckigen Klavierspiel und seinen durch und durch modernen Kompositionen Blaupausen für die Möglichkeiten des Bops - klingen zusammen bemerkenswert. Tatsächlich ist es der Kontrast zwischen den Spielstilen, der diesem Spiel das Gleichgewicht und die Attraktivität verleiht.“ Mulligan beschäftige sich bewundernswert mit den Monk-Klassikern „’Round Midnight“, „Rhythm-a-Ning“ und „Straight, No Chaser“ aus und entfalte seinen sanften Ton über ihre zickzackförmigen Melodien und ihrer ambitionierten Skalenarchitektur. Mulligans „Decidedly“, ein brillante Bop-Nummer, passe hervorragend zu Monks Musik, besonders dank Monks ausgefallenem, akzentuiertem Comping.

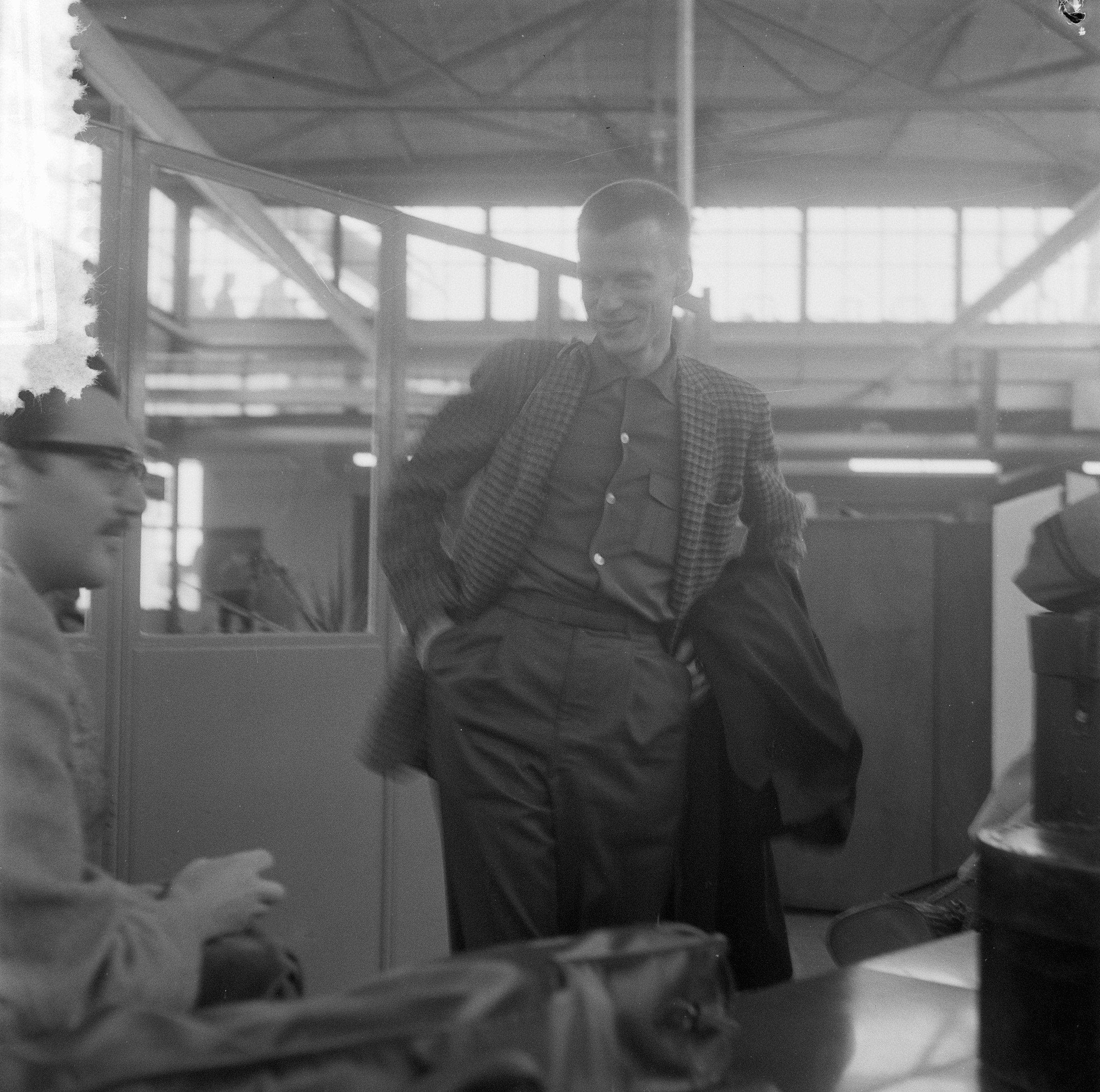
Gerry Mulligan in Schiphol, 1957

Nach Ansicht von Thomas Fitterling waren die zeitgenössischen Kritiker von dieser Begegnung nicht gerade angetan. Doch „der unbestreitbare Reiz dieses Albums liegt darin, daß sich die beiden Individuen selber treu bleiben und keine halbherzigen Jam-Session-Kompromisse gemacht werden.“ Mulligan gebühre Ehre für die Konzilianz, mit der er sich der Führerschaft des zehn Jahre älteren Pianisten unterordne. Und so sei der Pianist sogar bereit, bei „Rhythm-a-Ning“ eine „keck vereinfachende Themenvariation – insbesondere im B-Teil – von Mulligan augenzwinkernd zu akzeptieren.“
David Bowling schrieb, das Einzigartige an der Monk-Mulligan-Kooperation war, wie unterschiedlich sie in Bezug auf Temperament, kulturellen Hintergrund und Herangehensweise an Musik waren. Das Ergebnis sei vielleicht nicht das beste Jazz-Album, das jemals produziert wurde, aber es war sicherlich eines der interessantesten. Während des gesamten Albums ist es normalerweise Mulligan, der versucht, sich anzupassen und Monk Raum zum Spielen zu geben. Oftmals wartet die Spannung darauf, dass Monk zur richtigen Zeit einspringt. Die Musik wurde als Quartett mit dem Bassisten Wilbur Ware und dem Schlagzeuger Shadow Wilson aufgenommen, die sich ebenfalls in der Komfortzone von Monk befanden.
Nach Ansicht von John Bergstrom (Pop Matters) hat Mulligan Meets Monk in technischer Sicht seine Mängel. Gelegentlich werden Noten geflasht und Mulligans und Monks Herangehensweisen gingen nicht immer reibungslos zusammen. Rein musikalisch sei dies jedoch ein unglaublich unterhaltsames Album, auf dem einige exzellente Kompositionen zu hören sind, die von exzellenten Musikern mitfühlend und leidenschaftlich gespielt werden. Mulligan glänze in den Monk-Standards „’Round Midnight“ und „Straight No Chaser“. Er habe zwar keine Ahnung, was Noten angehe, spiele aber auch nicht zu viel und arbeite scheinbar mühelos zwischen den Rhythmen von Monk. Wenn Mulligan Monk kurz zum Thema "Straight, No Chaser" doppelt, bevor er sein Solospiel beginnt, sei dies ein besonderer Moment. Für seinen Teil klingt Monks Lieferung so scharf und energiegeladen wie immer.
Michael Bailey hob in All About Jazz hervor, Monks Beitrag zu ’Round Midnight erweitere die Dimension des Ereignisses. Dies sei Monk in all seiner seltsamen Pracht, der auf seinem wackeligen Stride-Stil am Piano spielt und demonstriert, wie er den heißen Stil des Bebop harmonisch verändert hat. Die zwei Takes von „Straight, No Chaser“ und die drei von „I Mean You“ lassen Mulligan genügend Zeit, um sich aufzuwärmen und zu blasen. Melodisch anspruchsvoll, prägen Mulligans Arrangierfähigkeiten sein Ensemble und sein Solospiel, indem sie ihnen im Rahmen der Improvisation einen bewussten Weg weisen.
Ebenfalls in All About Jazz meinte David Rickert, obwohl das Songbook von Monk stamme, handle es sich eindeutig um Mulligans Session, und Mulligan Plays Monk wäre möglicherweise ein genauerer Titel gewesen. Obwohl der Pianist einige Soli spielt, scheint er sich damit zufriedenzugeben, als Begleiter im Hintergrund zu bleiben oder sich ganz darauf einzulassen, Mulligans „Decidedly“ seinen persönlichen Stempel aufzudrücken, was sich wie eine weitere Monk-Melodie anhöre. Die Monk-Veteranen Wilbur Ware und Shadow Wilson zeigten ihre üblichen guten Leistungen, so der Autor. Dieses Album werde Mulligan-Fans wahrscheinlich mehr ansprechen als Monk-Fans, denn es ist ein großartiges Mulligan-Album und ein bloß gutes Monk-Album. Trotzdem lohnt es sich in die Hand zu nehmen, nur um zu erleben, was an diesem Tag los war.